# Hoàng Dược Sư
Hoàng Dược Sư (phồn thể:黃藥師, giản thể:黄药师, bính âm: Huáng Yàoshī) ngoại hiệu Đông Tà, biệt hiệu Hoàng Lão Tà là nhân vật trong tiểu thuyết Anh hùng xạ điêu của Kim Dung. Ông cũng xuất hiện trong bộ truyện tiếp theo Thần điêu hiệp lữ.
Hoàng Dược Sư là đảo chủ đảo Đào Hoa, tính tình quái dị, cổ quái, cô độc, làm mọi việc theo ý mình, thường chê bai cổ nhân. Võ công của ông cũng rất cao siêu, nhanh, chuẩn, lạ và đẹp. Các môn tuyệt kỹ của ông là Lạc Anh thần kiếm chưởng, Ngọc Tiêu kiếm pháp, Đàn chỉ thần công, Lan Hoa Phất Huyệt Thủ, Hoàng Phong Tảo Diệp Thoái Pháp và Bích Hải Triều Sinh Khúc. Hoàng Dược Sư từng làm một đôi câu đối về võ công của mình: "Đào hoa ảnh lạc phi thần kiếm - Bích hải triều sinh án ngọc tiêu".

## Tiền Anh hùng xạ điêu
Trong 1 tác phẩm phóng theo Kim Dung thì Hoàng Dược Sư là đệ tử của phái Thanh Hải dưới sự dẫn dắt của sư phụ Triệu Bất Phàm. Hoàng Dược Sư và con gái của sư phụ yêu nhau nhưng vì sư phụ kiên quyết ngăn cản, cô gái đã tự vẫn. Hoàng Dược Sư mang mối hận thù trong lòng và rời khỏi phái, quyết tâm tập luyện võ nghệ. Ít năm sau, khi võ nghệ đã tiến triển vượt bậc, Hoàng Dược Sư quay lại tìm phái Thanh Hải để trả thù nhưng Triệu Bất Phàm đã kịp chạy sang Thiết Chưởng bang cầu cứu trưởng môn Thượng Quan Kiếm Nam và Cừu Thiên Nhận. Trong một lần đến Thiết Chưởng bang để bắt Triệu Bất Phàm, Hoàng Dược Sư đã đánh nhau với Thượng Quan Kiếm Nam kịch liệt nhưng không giết nổi, lại bị thương nên phải bỏ về. Thượng Quan Kiếm Nam cũng bị trọng thương, nguy hiểm đến tính mạng, song kiên quyết giữ chữ tín, không giao Triệu Bất Phàm. Điều này trái với ý của Cừu Thiên Nhận, một kẻ tâm địa ác độc, tham sống sợ chết. Lợi dụng lúc Thượng Quan Kiếm Nam đang bị thương, Cừu Thiên Nhận đã giết chết ông, đoạt chức chưởng môn, đồng thời đổ tội lên đầu Hoàng Dược Sư là hung thủ. Sau đó, để tránh bị Hoàng Dược Sư lấy mạng, Cừu Thiên Nhận đã giao Triệu Bất Phàm cho Hoàng Dược Sư để mong được tha mạng. Sau khi giết Triệu Bất Phàm để trả thù cho người tình xưa, Hoàng Dược Sư cấm không cho các đệ tử còn lại của phái Thanh Hải sử dụng võ công của phái, Thanh Hải phái tại đây thất truyền.
Cũng trong 1 tác phẩm kiếm hiệp khác cũng dựa theo truyện của Kim Dung là Võ lâm ngũ bá nói về lần Hoa Sơn luận kiếm thứ nhất, Hoàng Dược Sư có tên thật là Hoàng Cố, là đệ tử của 1 nhà sư tên Chu Đồng. Chu Đồng tương truyền cũng là sư phụ của danh tướng Trung Hoa Nhạc Phi, 2 anh hùng trong tiểu thuyết Thủy Hử là Lư Tuấn Nghĩa và Lâm Xung và Huy Cưa Bắc.
Trong Anh hùng xạ điêu của chính Kim Dung thì Kim Dung có nói rằng ông nội của Hoàng Dược Sư là 1 mệnh quan dưới triều Tống Cao Tông. Ông nhiều lần kiến nghị về sự vô tội của Nhạc Phi. Vì thế ông bị giáng cấp, nhưng ông vẫn tiếp tục kiến nghị và kêu gọi mọi người cùng nhau bảo vệ Nhạc Phi. Cuối cùng ông bị bắt và bị xử trảm vì tội khích động dân chúng làm loạn. Gia đình ông bị đày đến Vân Nam. Hoàng Dược Sư lớn lên ở đó. Hoàng Dược Sư học cả văn và võ. Văn thì học dưới sự dạy dỗ của cha, còn võ thì không thấy đề cập học từ ai. Khi lớn lên, lão cho rằng gia đình mình đã sai và thường tranh cãi với cha về cái gọi là trung hiếu với hoàng thượng. Trái với ước muốn của cha, Hoàng Dược Sư không tham dự 1 cuộc thi ở tỉnh và sau đó cha của lão đã quyết định từ con. Hoàng Dược Sư lang bạt khắp nơi từ đó, lão thường viết những bài thơ, đoạn văn nổi loạn lên tường của các trường học. Triều đình cử nhiều người đi bắt Hoàng Dược Sư nhưng vô ích. Lão được người đời gọi là anh hùng tà giáo, sau đó dần trở thành Đông Tà và cũng là chủ nhân của hoang đảo Đào Hoa. Sau lần Hoa Sơn luận kiếm thứ nhất, Hoàng Dược Sư được xếp vào Thiên hạ ngũ tuyệt (bên cạnh Trung Thần Thông Vương Trùng Dương, Nam Đế Đoàn Trí Hưng, Tây Độc Âu Dương Phong và Bắc Cái Hồng Thất Công), danh xưng là Đông Tà. Tiếp đến, Hoàng Dược Sư nhận 6 đệ tử là Khúc Linh Phong, Lục Thừa Phong, Trần Huyền Phong, Mai Siêu Phong, Vũ Thiên Phong và Phùng Mạc Phong.
Trong lần tái bản mới nhất, nhà văn Kim Dung đã có chỉnh sửa về tình sử của nhân vật này. Tình cảm của Hoàng Dược Sư dành cho đệ tử Mai Siêu Phong đã được khắc sâu thêm như một chuyện tình hữu duyên vô phận.
Sau này, Hoàng Dược Sư kết hôn với nữ sĩ Phùng Hành, sinh ra Hoàng Dung. Vậy là về sau này sẽ không còn kẻ nào dám đặt điều nói Hoàng Lão Tà lấy nữ đồ đệ làm vợ nữa.
Đây có lẽ là lần duy nhất trong đời Hoàng Dược Sư chịu khuất phục trước điều tiếng thiên hạ. Và cũng chính lần thỏa hiệp này đã gieo rắc đau thương cho biết bao người.
Nhiều năm về sau, Hoàng Dược Sư gặp được thần điêu đại hiệp Dương Quá. Dương Quá là người mà đã phá vỡ luật lệ để thành thân với chính sư phụ mình. Hoàng Dược Sư mới thốt lên rằng: "Ngươi làm được như vậy quả là đã cao hơn ta một bậc."
Phùng Hành không biết võ công nhưng lại có một trí nhớ siêu việt. Ngay sau đó, Phùng Thị vì quá lao lực viết lại Cửu Âm chân kinh (bà đã dùng mưu kế để mượn từ tay Chu Bá Thông và học thuộc lòng toàn bộ ngay tại chỗ), lại thêm sinh nở khó khăn nên qua đời. Tiếp đó lại xảy ra chuyện Trần Huyền Phong và Mai Siêu Phong lấy cắp quyển hạ Cửu Âm chân kinh trốn đi. Hai sự việc này khiến Hoàng Dược Sư bị chấn động mạnh về tâm lý. Ông đánh gãy chân những đệ tử còn lại, đuổi ra khỏi đảo, lại nhốt Chu Bá Thông trên đảo Đào Hoa. Vì quá yêu vợ, Hoàng Dược Sư sau này một mình nuôi con gái lớn khôn, ngày đêm đều thương nhớ Phùng Hành.
Phùng Hành và Mai Siêu Phong bằng tuổi nhau nên Phùng Thị kém Hoàng Dược Sư 25 tuổi. Dù chênh lệch tuổi tác khá lớn song điều này không ảnh hưởng đến cuộc sống hạnh phúc của hai người.
Ngày bà qua đời, khó để tưởng tượng rằng một cao thủ võ lâm như Hoàng Dược Sư lại muốn quyên sinh theo vợ. Ông thậm chí còn chuẩn bị cho một cái chết lãng mạn nhất thế gian. Một con thuyền được kết bằng hoa sẽ đưa Hoàng Dược Sư và phu nhân cùng hòa vào biển lớn. Giữa những con sóng bạc đầu ngoài kia, họ sẽ bên nhau mãi mãi không chia lìa nhau nữa.
Châu Bá Thông cười cợt ông rằng: "Ngươi thân là người học võ, nhưng lại quá bi lụy tình cảm phu thê. Ngươi không sợ người khác chê cười hay sao?"
Hoàng Dược Sư đáp: "Phu nhân ta vốn không giống với người khác."
Trong Kinh thi có câu: "Xuất kỳ đông môn, hữu nữ như vân, tuy tắc như vân, phỉ ngã tư tồn." Ý nghĩa của câu nói này là ở ngoài kia dù có nhiều cô gái đẹp nhưng cũng chẳng bằng người vợ ta yêu thương.
Cách thể hiện tình cảm dành cho vợ của ông không khoa trương mà lại rất sâu sắc. Ông luôn coi phu nhân là người duy nhất, đặc biệt nhất trong trái tim mình. Nhiều năm sau, Hoàng Dược Sư vẫn hay hát: "Hỏi thế gian tình ái là chi? Mà đôi lứa nguyện thề sống chết?"
Nỗi đau âm dương cách biệt của Hoàng Dược Sư có lẽ còn lớn hơn cả bi kịch tình yêu của Lý Mạc Sầu.

## Anh hùng xạ điêu
Cô bé Hoàng Dung thấy Châu Bá Thông tính tình thích nô đùa như trẻ con nên thường giấu cha đến chơi với ông. Một lần phát hiện được, Hoàng Dược Sư nổi giận mắng mỏ con gái thậm tệ. Hoàng Dung giận cha bỏ vào đất liền. Hoàng Dược Sư đành đi tìm, trên đường đi gặp không ít rắc rối với nhóm Giang Nam Thất Quái vì thủ lĩnh nhóm là Kha Trấn Ác có mối thù với Mai Siêu Phong, đệ tử của Hoàng Dược Sư. Trong một lần đến Ngưu Gia thôn, ông đã giải cứu Mai Siêu Phong (khi đó đang bị Toàn Chân thất tử vây đánh). Âu Dương Phong khi đó cũng xuất hiện, đánh lén một chưởng vào Hoàng Dược Sư. Mai Siêu Phong đã đỡ đòn cho Hoàng Dược Sư nên chết, và được sư phụ tha thứ mọi tội lỗi. Sau đó, ông lại gặp và nhận nuôi cô con gái của Khúc Linh Phong làm đệ tử rồi đưa cô về đảo Đào Hoa. Hoàng Dược Sư vốn rất ghét những người ngốc nghếch và chậm chạp. Nhưng đối với Cô Ngốc, Hoàng Dược Sư không chỉ thu nạp làm đồ đệ mà còn truyền thụ hết mọi võ công của mình cho cô.
Hoàng Dược Sư bỏ biết bao tâm sức để dạy cho cô Ngốc võ nghệ, cầm kỳ thi họa và kì môn ngũ hành. Đó đều là những thứ mà Khúc Linh Phong – cha của cô Ngốc năm xưa muốn học mà còn không được học.
Đến Hoàng Dung cũng thấu hiểu được sự vất vả của cha khi dạy dỗ Cô Ngốc nên thầm nghĩ: "Cha thật là, sao cứ phải tự mình làm khổ mình như vậy chứ?"
Một lần khác, Hoàng Dược Sư đã bị Toàn Chân thất tử vây đánh vì bị nghi oan đã giết Đàm Xứ Đoan, một đại đệ tử Toàn Chân giáo. Tại Yên Tửu Lầu, Hoàng Dược Sư lại phải đấu với Kha Trấn Ác và Quách Tĩnh vì bị vu oan đã giết 5 người trong Giang Nam Thất Quái
Khi Hoàng Dung muốn cưới Quách Tĩnh, Hoàng Dược Sư rất không vừa ý vì cho rằng chàng vừa không có trí thông minh, bản lĩnh mà dung mạo lẫn gia thế cũng kém Âu Dương Khắc nhiều phần (con trai Âu Dương Phong – người tới đảo Đào Hoa dạm hỏi cưới Hoàng Dung nhưng không thành). Nhưng cuối cùng ông cũng đồng ý khi nhận ra được những điểm tốt của chàng.

## Thần điêu hiệp lữ
Hoàng Dược Sư không xuất hiện nhiều trong Thần điêu hiệp lữ. Sau khi Hoàng Dung kết hôn với Quách Tĩnh và chấp nhận làm quan ở Tương Dương, thường áp đặt lễ nghĩa, Hoàng Dược Sư rất chán ghét và luôn tránh mặt họ. Nếu Quách gia đón Kha Trấn Ác về sống cùng con cháu ở Đảo Đào Hoa thì Hoàng Dược Sư lại bỏ đi đất liền, nếu Quách gia về đất liền thì Hoàng Dược Sư lại bỏ về Đảo Đào Hoa.
Trong phần này, ông nhận Trình Anh làm đệ tử và truyền thụ Lạc Anh Kiếm Pháp, cùng phần lớn các bộ môn võ công Đào Hoa cho Trình Anh. Sau đó, ông gặp Dương Quá và dạy chàng Ngọc tiêu kiếm pháp và Đạn chỉ thần công, nhờ mến mộ tính cách quái dị của Dương Quá. Tiếp đó lại giúp Dương Quá đánh đuổi Lý Mạc Sầu. Sau cùng hợp sức với Quách Tĩnh, Hoàng Dung đánh lui quân Mông Cổ tại thành Tương Dương.
Cuối truyện, trong lần Hoa Sơn luận kiếm thứ ba, Hoàng Dược Sư vẫn được xếp vào Thiên Hạ Ngũ Tuyệt tiếp tục đứng phía đông, mang danh Đông Tà, bên cạnh Trung Ngoan Đồng Châu Bá Thông, Bắc Hiệp Quách Tĩnh, Tây Cuồng Dương Quá và Nam Tăng Nhất Đăng đại sư (vốn là Nam Đế Đoàn Trí Hưng năm xưa).
Cảm khái ông, nhà thơ dịch giả Nguyễn Tôn Nhan viết:
"Chính tà nguồn cội là đâu? 
Độc tôn duy ngã, chốn Đào Hoa chơi 
Mênh mông tiếng sáo trùng khơi"

## Võ công
Trong các tác phẩm võ hiệp Kim Dung, Hoàng Dược Sư là một trong những người sáng tạo nhiều tuyệt kỹ uy trấn giang hồ nhất. Các tuyệt kỹ của ông có thể kể đến như:
- Bích ba chưởng pháp: Đây là võ công nhập môn của đảo Đào Hoa, giống như La Hán quyền của phái Thiếu Lâm. Tất cả những ai ở đảo Đào Hoa đều biết sử dụng.
- Phách không chưởng: Khi đứng cách địch thủ một khoảng cách nhất định có thể phóng chưởng lực ra đả thương người khác. Muốn luyện môn này thì phải lấy hai tay ngâm trong nước thuốc rồi sau đó đánh vào miếng sắt hình bát quái. Đa số các đệ tử của Hoàng Dược Sư đều từ thông thạo đến thuần thục bộ môn này.
- Đàn Chỉ thần thông: Dùng 1 hòn sỏi nhỏ, lấy ngón cái và ngón trỏ bắn đi, thủ pháp rất nhanh, uy lực rất ghê gớm vì đòn đánh truyền được nội lực của người sử dụng. Tuyệt kỹ này đã giúp Hoàng Dược Sư hóa giải nhiều tình huống nguy cấp ở khoảng cách xa. Chỉ có 2 nữ nhân là đệ tử út (Trình Anh) và Hoàng Dung mới có cơ duyên sử dụng được tuyệt kỹ này. Ngoài ra, Dương Quá khi được kết bạn với Hoàng Dược Sư cũng được ông truyền thụ tuyệt kỹ này để đối phó với Lý Mạc Sầu.
- Lạc Anh kiếm pháp: Thực sự, Hoàng Dược Sư không sáng tạo ra tuyệt kỹ kiếm pháp này, mà nó là một bộ kiếm pháp của một môn phái trước kia ông theo học (phái Thanh Hải). Sau khi rời khỏi môn phái vì một biến cố, Hoàng Dược Sư đã sửa đổi kiếm pháp này thành một tuyệt kỹ lừng danh thiên hạ. Người tập Lạc Anh thần kiếm phải tập ở dưới gốc cây đào với hoa đào rụng. Điều đó đã tạo nên một Lạc Anh thần kiếm cực kỳ uyển chuyển, lợi hại và không kém phần hoa mỹ. Một vài đệ tử (trong đó có Trình Anh) và Hoàng Dung cũng biết sử dụng Lạc Anh kiếm pháp.
- Đào Hoa Lạc Anh chưởng: Hoàng Dược Sư diễn giải bộ chưởng pháp này từ kiếm pháp. Khi ra chiêu thì giống như tấn công từ bốn phương tám hướng, nơi đâu cũng thấy chưởng ảnh làm địch khó phòng bị. Hoàng Dung biết sử dụng chưởng pháp này nhưng rất kém.
- Ngọc Tiêu kiếm pháp: Hoàng Dược Sư thường hay xuất hiện với một cây tiêu trên tay. Cây tiêu tưởng chừng như vô hại, chỉ thổi để phục vụ cho mục đích giải trí nhưng trong tay Hoàng Dược Sư, cây tiêu lại trở thành một vũ khí sát thương lợi hại không thua gì đao kiếm. Về sau, cũng có Trình Anh sử dụng cây tiêu thổi làm binh pháp và kế thừa bộ môn này, ngoài ra còn có Hoàng Dung cũng biết sử dụng.
- Bích hải triều sinh khúc: Đây là một môn đấu nội công của Hoàng Dược Sư. Cũng với cây tiêu, Hoàng Dược Sư dùng nội công để thổi vào đó những đoạn nhạc với tần số có uy lực khủng khiếp. Nếu không phải là người có nội công thâm hậu, ai nghe âm thanh của Bích hải triều sinh khúc sẽ gục ngã, thậm chí trọng thương. Trong những người từng đơn đấu với Hoàng Dược Sư, chỉ có duy nhất Quách Tĩnh thi triển công lực đánh bại được môn này. Khúc tiêu này mô phỏng biển cả mênh mông, vạn dặm phẳng lì, xa xa sóng biển từ từ tiến tới, càng gần càng mau. Sau cùng thì cuồn cuộn dâng lên, sóng trắng như núi nối nhau, mà trong làn sóng thì cá nhảy kình bơi. Trên mặt biển thì gió thổi âu bay, lại thêm yêu ma quỷ mị, quái vật giỡn sóng, thoắt thì núi băng trôi tới, thoắt thì biển nóng như sôi, biến ảo đủ vành, mà sau khi triều lui thì mặt nước phẳng lặng như gương... khiến các cao thủ võ lâm ai cũng kinh hãi khi nghe đến.
- Lan hoa phất huyệt thủ: Môn này là một môn võ điểm huyệt, mười đầu ngón tay mô phỏng theo lá hoa lan rơi, người luyện môn này đòi hỏi phải có sự chính xác cao. Mai Siêu Phong vốn luyện phất huyệt thủ chưa tới đâu, lại thêm việc tự tiện luyện Cửu Âm Bạch Cốt Trảo, cuối đời đã tự phế bỏ toàn bộ.
- Toàn phong tảo diệp thoái: do ông sáng tạo, là một trong cuồng phong tuyệt. Bộ pháp nhanh nổi danh thiên hạ, chiêu trước chưa qua chiêu sau đã tới, chiêu này nối chiêu kia, vòng nọ nối vòng kia. Nhân sĩ giang hồ thậm chí trêu đùa nói "Toàn Phong Tảo Diệp Thoái" chiêu sau nhanh hơn chiêu trước, thật đúng là không dừng lại được. Chưa có đệ tử nào luyện thành công bộ môn này, kể cả Khúc Linh Phong hay Trần Huyền Phong.
- Kỳ môn ngũ chuyển: Một môn bộ pháp dựa trên bát quái. Hoàng Dược Sư mất 10 năm mới sáng tạo ra. Đây là môn pháp lừng danh của Lục Gia Trang do đệ tử Lục Thừa Phong kế thừa, phát huy.

## Phim ảnh
- Anh hùng xạ điêu:

Trần Huệ Mẫn (1976), Tăng Giang (1983), Lý Nghệ Dân (1988), Lạc Ứng Quân (1994), Tào Bồi Xương (2003), Huỳnh Thu Sinh (2008), Miêu Kiều Vĩ (2017),
- Thần điêu hiệp lữ:

Lý Minh Thuận (2014)